# Liparis clareae
Liparis clareae là một loài thực vật có hoa trong họ Lan. Loài này được Hermans mô tả khoa học đầu tiên năm 2007.